# ノルディックバランス
ノルディックバランス（英語: Nordic Balance）、北欧均衡 (ほくおうきんこう)とは、第二次世界大戦後の東西冷戦中における、北欧諸国の国際関係に見られた均衡的安定を指す。北大西洋条約機構(NATO)に加盟したアメリカをはじめとする西側諸国寄りのデンマークとノルウェー、中立のスウェーデン、ソ連とフィンランド・ソ連条約を締結して中立を保とうとしたフィンランドなどの北欧諸国は、各国の間で安全保障政策が異なったが、西側諸国と東側諸国との東西対立のなか、緊張緩和地帯のような状態となった。
冷戦終結後にノルディックバランスも消滅した。スウェーデンとフィンランドは、EUに加盟（1995年）。デンマークは、既に1973年にEC加盟。ノルウェーはEU加盟案を国民投票で否決した。また、2022年ロシアのウクライナ侵攻を契機にスウェーデンとフィンランドはNATOへ加盟した。

## デンマーク
デンマークはナポレオン戦争以来、近隣の列強を刺激しないようにすることを安全保障の基本政策としてきた。したがって、その本質は中立である。しかし、ナチス・ドイツによる占領の経験を踏まえ、自国デンマークのような小国の単独中立は不可能であると結論づけ、何らかの同盟を必要とし、それを模索しはじめた。1949年にスウェーデンの外相アーステン・ウンデーンが提唱したスカンディナヴィア防衛同盟を中立と同盟とを両立させるものとして歓迎したのである。だからこそ、それが挫折したあとには、次善の策としてNATO加盟へと至ったのである。
かかる背景を持つデンマークがNATOの中でたびたびアメリカ等と衝突したのは必然と言ってよいのだろう。このためデンマーカイゼイション（デンマーク化）とレッテル貼りされることになる。ここにアメリカの傲慢さと焦燥感が同時に見て取れるが、アメリカとデンマークは共に相手を必要としていた。超大国と小国という違いはあれど、複雑な冷戦外交の中でギリギリの妥協と互いの国益を追求した両者の必死な姿が浮き彫りになっていると言えよう。

## フィンランド
フィンランドは独ソ不可侵条約ではナチスに、冷戦ではアメリカ・イギリスによってソ連に売り渡されることになった。隣国スウェーデンは、国民感情の上ではフィンランド寄りの立場であったが、ナチスとソ連の間で孤立を余儀なくされたことで中立維持に念頭を置いたため、結果的にフィンランドを見殺しにする格好になっていた。したがって、継続戦争時のナチス・ドイツとの同盟を除いて、他国と連携してソ連に対抗することなどは最初から選択肢になりようがなかった悲劇の国である。さらに、第二次世界大戦初期にはフィンランド湾対岸のバルト三国（とくにフィンランドと民族的・文化的にも近いエストニア）がソ連の直接的な支配下に置かれたこともあって、単独で超大国ソ連と向かい合わなければならなかった。完全な独立を念頭に置いた安全保障政策を考えることが不可能である状況下においては、独立の大義とした民主主義を守ることを譲れない一線としたのである。
戦後スウェーデンは、戦時中のフィンランドに対する仕打ちから、フィンランドを重視し、より配慮する様になった。ソ連との特別な関係を有するフィンランドの利益を尊重するため、NATOへは加入せず、冷戦においては武装中立政策を強化して行くこととなる。
不可能に近い命題を抱える中で独立の理念を守る何らかの手がかりにしたのは、中立指向である。冬戦争・継続戦争における徹底抗戦後のソ連とのギリギリの交渉の結果、同盟は結ぶが有事の際の中立を認めさせることに成功し、それを安全保障の基本政策とした。また、できる限りソ連を刺激するような言動を慎み、親ソ路線をことあるごとに内外にアピールした。このソ連への従属・迎合ぶりがフィンランド化という言葉の誕生した背景であったが、逆説的に言えばフィンランドのしたたかさを証明するものでもある。

## ノルウェー
ノルウェーは独立以来、当時のヘゲモニー国家であるイギリスの軍事的な支援を安全保障の基本政策としてきた。地理的に近接していることもあってか、第二次世界大戦でも亡命政権はロンドンに置かれていた。イギリスの国力が衰えると、今度は超大国のアメリカをその代替に考えていたようである。したがって英米との同盟はノルウェーにとって譲れない一線であり、スウェーデンの外相ウンデーンのスカンディナヴィア軍事同盟構想に対してNATOへと合流することを条件とすることに拘ったのである。そして交渉の決裂後、原加盟国としてNATOへ参加したのは当然の帰結である。また当初はシャルル・ド・ゴール仏大統領のもとで反英米的な色彩の強かった欧州経済共同体 (EEC) ではなく、イギリス主導で結成された欧州自由貿易連合 (EFTA) に加盟している。ド・ゴール退陣後はイギリス自身も含めたEFTA諸国が次々と組織を脱退してEECの後身にあたる欧州共同体 (EC) に加盟したが、ECのさらに後身である欧州連合 (EU) にノルウェーは加盟していない（2014年現在のEFTA残留国はノルウェー、スイス、アイスランド、リヒテンシュタインの4か国のみ）。
しかし決してアメリカ一辺倒ではなく、NATOを巡って分裂してもなおスウェーデンとの繋がりを極めて重視していた。大国スウェーデンの軍事力をソ連に対する盾として期待する一方、自らが仲介役となりスウェーデンとNATOとの秘密同盟をも実現させている。また21世紀に入っては日本とともに遠くスリランカ内戦の講和仲介に乗り出すなど主体的な政策も展開しており、単なるNATO陣営の一員としてのみにあらず、複雑な冷戦構造の中で自らの安全保障を追求し、その経験を培ってきたことが窺える。

## スウェーデン
スウェーデンはナポレオン戦争終結後以来、中立外交を安全保障の基本政策として来た（武装中立、中立主義）。また、スウェーデンは北欧諸国の中で唯一、単独中立を自らの軍隊によって担保することが可能な戦力を持ち得た国であり、第二次世界大戦においてもそれは成功を収めている。そのため外相ウンデーンが提案したスカンディナヴィア防衛同盟は、米ソに対する中立を基礎としており、このためノルウェーとの交渉は難航し、結局実現することは無かった。もちろんNATOに加盟しないことは当然とされた。
しかし冷戦が激化すると、デンマークやノルウェーを窓口にNATOとの密約を結んでいたことが、公開された外交資料などで分かってきた。有事の際にはNATOへと加盟し、対ソ戦に参戦するというものである。しかも極めて詳細に内容が決められており、スウェーデンは名目ほどには中立ではなく、実態はアメリカ寄りだったということである。その強かな外交手腕は200年以上の平和を維持してきた原動力であるといえる。スウェーデンは他北欧諸国と共に徴兵制を敷いてきた歴史があり、国力に比して大規模な軍を組織し、軍需産業の維持にも熱心な重武装中立国である。
しかしパルメ首相のようにベトナム戦争を非難し、対米批判を行ない、積極中立を遂行出来得る程、スウェーデンの中立政策には自信と実力を兼ね揃えていたと言える。それをあえて西側諸国、米国よりの立場に立ったのは、中立と防衛同盟構想を越えた、北欧全体の自由と平和を守る戦いでもあったからである。そして冷戦後は、中立主義を事実上放棄している。
一方、ソ連・ロシア寄りの隣国フィンランドとの関係は、フィンランドが存亡の危機を迎えた冬戦争・継続戦争の際に中立を保持して結果的に見捨てたことや両国の経済格差により微妙なものがあった。冷戦終了後、両国は経済的には相互依存しつつもなお、スウェーデン人はフィンランド人を貧しいと蔑み、フィンランド人はスウェーデン人を尊大だと憎む民族感情が日常生活レベルで続いている
（こうした感情は、近代まで大国間の抗争によって翻弄され、他国によって支配されて来た民族の感情の一面を顕しているとも言えるが、フィンランドの場合、1918年の独立から冷戦期にかけて苦渋の外交を強いられて来ており、対ソ関係においても相互不信が存在したように、フィンランドはこうした大国間の抗争に翻弄されて来た歴史的経緯があった。しかし冷戦終結とソビエト連邦の崩壊後は、新たな政治外交の再編の過程を歩んでおり、1995年にはスウェーデンと共にEUに加盟し、西欧諸国の一員となるのである）。
中立主義は、19世紀以来のスウェーデンの国是であり、武力行使は控えて来たが、18世紀以降のスウェーデンの国情からすれば止むを得ないものもあった。英米に見殺しにされ、ソ連の横槍があっては、ドイツによるヨーロッパ占領を目の当たりにしていたスウェーデンの現実的な外交政策上、単独介入は不可能とも言えた。しかしスウェーデンは、フィンランド内戦やソ芬戦争において義勇軍を送り、第二次世界大戦において人道的行為を行った様に決して日和見的な中立政策に偏っていたわけではなかった。

## 読書案内
- 武田龍夫『物語 北欧の歴史 - モデル国家の生成』中央公論新社〈中公新書 1131〉、1993年5月。ISBN 978-4-12-101131-2。
- 武田龍夫『北欧の外交 - 戦う小国の相克と現実』東海大学出版会、1998年8月。ISBN 978-4-486-01433-1。
- 『北欧史』百瀬宏、熊野聰、村井誠人編（新版）、山川出版社〈新版世界各国史 21〉、1998年8月。ISBN 978-4-634-41510-2。